# تشاك ورتمان
تشاك ورتمان (بالإنجليزية: Chuck Wortman)‏ هو لاعب كرة قاعدة أمريكي، ولد في 5 يناير 1892 في بالتيمور في الولايات المتحدة، وتوفي في 19 أغسطس 1977 في لاس فيغاس في الولايات المتحدة.

## وصلات خارجية
- تشاك ورتمان على موقعبيزبول رفرنس.كوم (الدوري الرئيسي) (الإنجليزية)
- تشاك ورتمان على موقعبيزبول رفرنس.كوم (الدوري الثانوي) (الإنجليزية)